# 张掖鼓楼
38°56′13″N 100°27′20″E / 38.93694°N 100.45556°E
张掖鼓楼，又名靖远楼，位于中华人民共和国甘肃省张掖市甘州区市中心。该鼓楼始建于明代正德年间，清朝顺治年间时曾被烧毁，后于康熙年间重建。该鼓楼高28米，分为楼台和楼阁两部分组成，楼台下有门洞可供穿行，楼台上还有一口唐代的铜钟。2006年，张掖鼓楼被列为全国重点文物保护单位。

## 历史
张掖鼓楼，又名靖远楼、镇远楼、张掖钟鼓楼，始建于明朝正德二年（1507年），负责兴建的官员为都御史才宽。清朝顺治五年（1648年），米喇印率军起义时曾烧毁该楼。康熙七年（1668年）时，张掖鼓楼被甘肃提督张勇主持重建。此后在康熙、乾隆、光绪年间，张掖鼓楼都曾被维修。中华人民共和国成立时，张掖钟楼已经成为甘肃省境内最大的钟楼:716。

## 结构

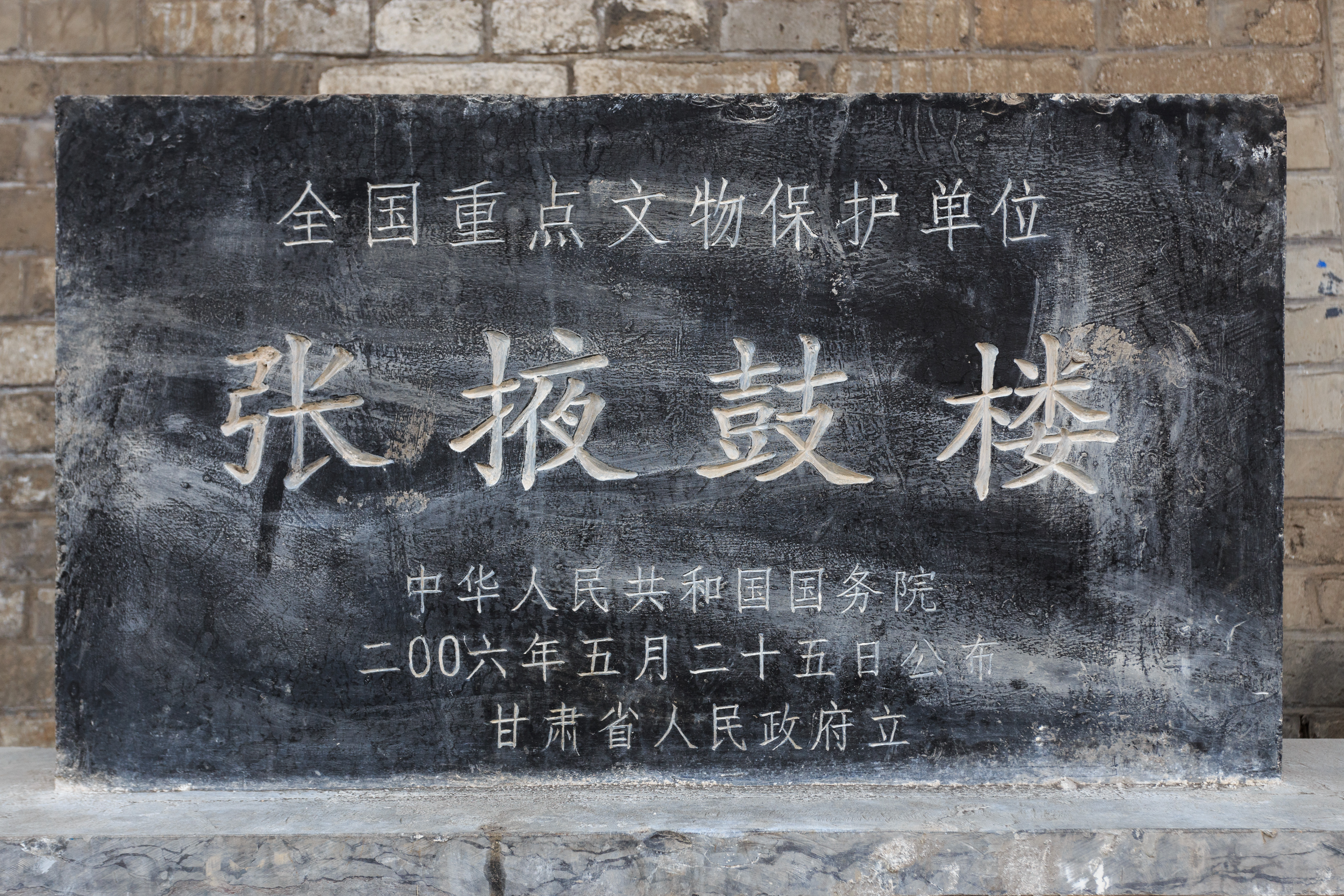
张掖鼓楼的文物保护碑

张掖鼓楼位于中华人民共和国甘肃省张掖市甘州区市中心，由楼台和楼阁两部分组成，总高28米。其中楼台边长32米，高9米，全用青砖包砌，基部衬砌石条，为上大下小的四方台型，台顶边缘部分砌有1米高的女墙。下部四面中轴线开券形门洞口，宽4米，高5米，门洞平面呈十字型，下方可供穿行。门洞顶部砌5层砖券，上面嵌刻砖匾额，其中东侧匾额写有“旭升”，西侧写有“贾城”，南侧写有“迎薰”，北侧写有“镇远”。楼阁分为上下两层，重檐四面坡，攒尖顶，楼顶覆盖青筒瓦，饰琉璃吻兽。其中第一层的正东、正西、正南、正北四个方向下各悬挂有一块匾额，东侧为“金城春雨”，西侧为“玉关晓月”，南侧为“祁连晴雪”，北侧为“居延古牧”。第二层的重檐下方也在四个方向上各挂有一块牌匾，东侧为“九重在望”，西侧为“万国咸宾”，南侧为“声教四达”，北侧为“湖光一览”。二层北侧还保留有一块光绪二十四年（1899年）所立的《重修甘州吊桥及镇远楼记》石碑一块。鼓楼东南角有唐钟一口，是用铜为主的合金铸成，钟的外壁略呈黄色，黄中带铁青。钟高1.3米，纽高15厘米，孔径10厘米，唇高9厘米，口径1.15米；略呈喇叭形，口沿为六耳，口耳较直，重约600公斤。钟身3层，外表铸有图案，每层6格，上层中有3格为飞天，中层中有3格是朱雀、玄武，下层中有3格是青龙白虎。:716

## 保护
张掖钟鼓楼曾被甘肃省人民委员会以“张掖钟鼓楼及唐钟”与其楼台上的唐钟一并列入甘肃省文物保护单位，并于1981年由甘肃省人民政府将张掖鼓楼重新公布为省级文物保护单位。1988年，张掖鼓楼被进行全面加固维修和彩绘，这次维修将鼓楼修复至接近初建的形制:716。2006年5月25日，张掖鼓楼被国务院公布为第六批全国重点文物保护单位。2011年，甘州区文物局委托省文保所编制了《张掖鼓楼保护修缮工程设计方案》，获得下拨资金160万元。2013年维修工作正式开始，工程中对下部楼台台明、台阶踏步、拱劵砖作，上部柱子、梁架、屋面、木基础等部分实施修缮，当年12月时维修工程已基本完工。